# Letnie Igrzyska Olimpijskie 1940
XII Letnie Igrzyska Olimpijskie (oficjalnie Igrzyska XII Olimpiady) zostały odwołane na skutek wybuchu II wojny światowej.
Początkowo miały się one odbyć w Tokio (Imperium japońskie). Po wybuchu wojny chińsko-japońskiej, Chiny złożyły w MKOlu sprzeciw wobec goszczenia igrzysk przez Japonię, jednakże 16 marca 1938 MKOl potwierdził status Tokio jako gospodarza. 13 lipca 1938 Japonia, na wniosek ministerstw zdrowia, skarbu i handlu oraz spraw wewnętrznych zrezygnowała z organizacji igrzysk. Jako przyczyna rezygnacji Japonii z organizacji igrzysk wymieniana jest wojna z Chinami, jednakże według Josepha R. Svintha to wdanie się w konflikt ze Związkiem Radzieckim spowodowało, że „japoński rząd spanikował” i postanowił wycofać się z organizacji igrzysk. Później organizacja igrzysk została przekazana Helsinkom (Finlandia). Na początku stycznia 1939 komitet organizacyjny olimpiady w Helsinkach ogłosił, że dotychczas zamiar uczestnictwa w igrzyskach zgłosiło 20 państw (była wśród nich III Rzesza).
Ostatecznie Igrzyska zostały odwołane z powodu rozpoczęcia II wojny światowej.
W obozie w Norymberdze-Langwasser jeńcy zorganizowali igrzyska olimpijskie, o których w 1980 powstał film fabularny „Olimpiada ’40”.

## Polacy na olimpiadę helsińską
16 maja 1939 w Warszawie, Krakowie, Łodzi i Toruniu, w ramach polskich przygotowań do Olimpiady helsińskiej, odbyły się uroczyste ślubowania zawodników nominowanych do kadry narodowej. W Łodzi, w budynku łódzkiej YMCA, ślubowanie złożyli na ręce dyrektora łódzkiej YMCA Alojzego Trypki oraz prezesa oddz. łódzkiego Polskiego Związku Piłki Ręcznej – Albina Grabowskiego: Władysław Król, Józef Pisarski, Bolesław Banaś i Roman Kantor. W Warszawie ceremonia ślubowania poprzedzona została defiladą zawodników, którą poprowadził major Władysław Dobrowolski.